# Siniša Ubiparipović
Siniša Ubiparipović (Nacido el 25 de agosto de 1983 en Zenica, Yugoslavia) es un futbolista bosnio de Montreal Impact.

## Inicios
Siniša y su familia emigran a los Estados Unidos en 1999 para escapar la guerra en Bosnia. En el 2002 va a la Universidad de Illinois-Chicago para empezar su primera temporada en el fútbol colegial de Estados Unidos. Tras una temporada con Illinois-Chicago se traslada a Universidad de Akron donde se convierte en uno de los mejores mediocampistas de la nación. Durante su estancia en el fútbol colegial juega con Cleveland Internationals, y el equipo juvenil de Chicago Fire.

## Fútbol Profesional
Tras su exitosa trayectoria colegial ficha por Red Bull New York con quien
debutó en el fútbol profesional en 2007. En su primera temporada en el club participa en 12 partidos de liga y en el club reserva. También juega un partido de préstamo con Minnesota Thunder anotando un gol en el partido. En la temporada 2008 Ubiparipović, jugando de medio centro, se convierte en un jugador importante en la plantilla ayudando al club a llegar a MLS Cup. 

## Estadísticas
| Liga                | Partidos | Goles |
| ------------------- | -------- | ----- |
| Major League Soccer | 69       | 2     |